# Ramoth en Galaad
Pour les articles homonymes, voir Ramoth (homonymie).
 (septembre 2017).
Si vous disposez d'ouvrages ou d'articles de référence ou si vous connaissez des sites web de qualité traitant du thème abordé ici, merci de compléter l'article en donnant les références utiles à sa vérifiabilité et en les liant à la section « Notes et références ».

Ramoth en Galaad (en hébreu : רָמֹת גִּלְעָד / Ramoth Gilʿad) est une ancienne ville des montagnes de Galaad en Transjordanie. Selon la Bible hébraïque, elle fut longtemps disputée entre Israël et Aram, et des rois d'Israël y ont combattu les Araméens, comme Achab qui y fut tué (1R 22) et Joram, fils d'Achab, qui y fut blessé (2R 8,29).